# Spiros Agrotis
Spiros Agrotis, gr. Σπύρος Αγρότης (ur. 5 listopada 1961) – cypryjski kolarz, uczestnik Letnich Igrzysk Olimpijskich 1984.
Wystartował w jeździe indywidualnej (nie ukończył wyścigu).